# Guvernul polonez în exil
Guvernul în exil al Republicii Polonia a fost guvernul Poloniei după ce țara a fost ocupată de Germania Nazistă și Uniunea Sovietică în timpul campaniei din septembrie-octombrie 1939. Guvernul polonez în exil avea controlul asupra forțelor poloneze care luptau în țară și în străinătate pe timpul celui de-al doilea război mondial. Deși nu a mai fost recunoscut de cele mai multe guverne după încheierea conflagrației mondiale și nu s-a bucurat de o putere reală, acest guvern și-a continuat existența până la dispariția puterii comuniste din Polonia în 1990, când și-a transmis în mod oficial responsabilitățile noului guvern liber ales de la Varșovia.

## Istoric

### Înființare
Pe 17 septembrie 1939, președintele Republicii Poloneze, Ignacy Mościcki, care-și mutase reședința în micul oraș Kosów din apropierea graniței sudice a țării, a semnat un act de numire al lui Władysław Raczkiewicz, președintele Senatului, ca succesor al său. Acest act era în conformitate cu prevederile art. 24 din Constituția adoptată în aprilie 1935, care prevedea:
"În caz de război, mandatul președintelui va fi extins până la trei luni după instaurarea păcii; în asemenea circumstanțe, președintele republicii va numi, printr-un act special publicat în Monitorul Oficial, un succesor, pentru cazul în care funcția prezidențială devine vacantă mai înainte de instaurarea păcii. Dacă succesorul președintelui va prelua cea mai înaltă funcție în stat, mandatul său va expira după trei luni după instaurarea păcii."
Raczkiewicz, care se afla deja la Paris, a depus imediat jurământul prevăzut de constituție la Ambasada Poloniei din Franța și a devenit președintele țării. Prima sa decizie a fost numirea generalului Władysław Sikorski în funcțiile de prim-ministru și de comandant suprem al forțelor armate poloneze.
Cea mai mare parte a marinei poloneze reușise să ajungă în Marea Britanie mai înainte de 1 septembrie 1939 și mai multe zeci de mii de soldați și aviatori scăpaseră de prizonierat fugind prin Ungaria și România, sau traversând Marea Baltică. Ei au ajuns în Franța sau în Siria aflată sub mandatul francez. Polonezii au luat parte la operațiunile aliate din Norvegia, (bătălia de la Narvik), Franța (bătălia Franței), Regatul Unit (Bătălia Angliei), Atlantic (bătălia Atlanticului), Africa de Nord (Tobruk), Italia (Monte Cassino și Ancona), Arnhem, Wilhelmshaven și multe altele. Chiar și după ocuparea Poloniei, mai înainte ca Uniunea Sovietică să intre în război, armata de sub comanda lui Władysław Sikorski era a treia ca importanță din rândul aliaților, după cele franceză și britanică. Alte unități poloneze, formate în Uniunea Sovietică după declanșarea operațiunii Barbarossa din iunie 1941, au luptat alături de sovietici împotriva germanilor.

### Perioada războiului
Guvernul polonez în exil, mai întâi cu sediul la Paris, iar mai apoi la Londra, a fost recunoscut de guvernele aliate. Din punct de vedere politic, a fost format din politicienii unei coaliții a țărăniștilor, socialiștilor și național-democraților.
Atunci când Germania a atacat Uniunea Sovietică în 1941, guvernul polonez în exil a stabilit relații diplomatice cu URSS, în ciuda rolului sovietic în dezmembrarea Poloniei. Sute de mii de soldați polonezi, care fuseseră luați prizonieri de sovietici în răsăritul țării în 1939, și mulți civili și deportați au fost eliberați și au primit permisiunea să formeze unități militare  ("Armata lui Anders") și au fost trimiși în Iran și de aici în tot Orientul Mijlociu, unde au luptat alături de britanici, care aveau nevoie disperată de ajutoare, datorită presiunii exercitate de Afrika Korps comandate de Erwin Rommel. Acești polonezi au format Corpul al II-lea Polonez sub comanda generalului Władysław Anders.
În aprilie 1943, germanii au anunțat că au descoperit în pădurea Katyn, lângă Smolensk (Rusia), o serie de gropi comune a 4.300 de ofițeri, foști prizonieri de război, asasinați de sovietici. Germanii au invitat Crucea Roșie Internațională să viziteze locația. S-a confirmat că în gropile comune erau cadavrele ofițerilor polonezi și că aceștia fuseseră uciși cu arme de fabricație sovietică. Guvernul sovietic a negat orice amestec și a afirmat că este vorba de dovezi fabricate de germani, care ar fi încercat astfel să distrugă unitatea Aliaților. Guvernele Aliate au acceptat formal, din considerente diplomatice, această explicație sovietică. În schimb, guvernul polonez a refuzat să accepte explicația dată de sovietici.
Stalin a hotărât să răcească relațiile cu guvernul polonez în exil. De vreme ce era foarte clar că Uniunea Sovietică, nu Aliații occidentali, avea să elibereze Polonia, acest fapt urma să aibă consecințe hotărâtoare asupra destinului țării. Printr-o cincidență nefericită, Sikorski, considerat de mulți cel mai capabil lider polonez din exil, a murit într-un accident aviatic în Gibraltar, în iunie 1943. În locul lui, în fruntea guvernului din exil, a fost numit Stanisław Mikołajczyk.
În 1943 și 1944, liderii aliaților, în mod special Winston Churchill, au încercat să ajute la redeschiderea discuțiilor între Stalin și guvernul polonez în exil. Aceste eforturi au fost zădărnicite de câteva probleme nerezolvate. Una dintre cele mai importante era masacrul de la Katyn. O altă problemă era redesenarea granițelor postbelice ale Poloniei. Stalin a insistat ca teritoriile anexate de URSS după 1939, care aveau o importantă populație ucraineană și belarusă, să rămână în mâinile sovieticilor, iar polonezii să fie compensanți cu teritorii cedate de Germania. Mikołajczyk, a refuzat până la urmă să ajungă la un compromis al cărei miză ar fi fost suveranitatea Poloniei asupra teritoriilor răsăritene interbelice răpite de Uniunea Sovietică. O a treia problemă, asupra căreia insista primul ministru polonez, era cererea lui Mikołajczyk ca Stalin să se angajeze să nu impună un guvern comunist în Polonia postbelică.

### Perioada postbelică
În noiembrie 1944, în ciuda neîncrederii în sovietici, Mikołajczyk a demisionat din guvernul din exil pentru a se reîntoarce în Polonia, unde urma să ocupe o funcție în noul guvern înființat sub auspiciile autorităților militare de ocupație sovietice. Numeroși polonezi din exil s-au opus acestei acțiuni, considerând că un asemenea guvern, precum cel care se forma în patrie, era unul de fațadă, care să permită venirea comuniștilor la putere. Această apreciere s-a dovedit corectă în timp. Mikołajczyk, după ce a pierdut alegerile, care mai târziu s-a dovedit că au fost fraudate, a părăsit din nou patria în 1947.
Între timp, guvernul polonez în exil a continuat să existe, dar Statele Unite ale Americii și Regatul Unit al Marii Britanii și Irlandei de Nord și-au retras sprijinul politic pe 6 iulie 1945. Forțele armate poloneze din exil au fost demobilizate, iar cei mai mulți membri acestora, nedornici să se reîntoarcă într-o țară comunistă nesigură, s-au așezat în diferite țări din occident. Polonezii din Londra au trebuit să evacueze ambasada poloneză din Portland Place, dar au putut păstra reședința privată a președintelui din 43 Eaton Place. Guvernul din exil a devenit un simbol al rezistenței continui la ocupația străină a Poloniei și de asemenea, depozitarul unor extrem de importante arhive ale Poloniei interbelice. Republica Irlanda, Spania și Orașul Vatican au fost ultimele țări care și-au retras recunoașterea oficială a guvernului în exil.

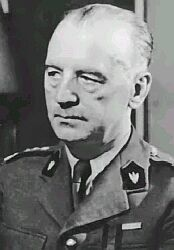
Władysław Sikorski, primul premier al guvernului în exil

În 1954, diferențele politice au dus la rupturi în cadrul guvernului în exil. Unul dintre grupuri, pretinzând că reprezintă 80% dintre cei aproximativ 500.000 de polonezi anticomuniști din exil, se opuneau ocupării în continuare a funcției de președinte de către August Zaleski, după expirarea mandatului de 7 ani. A fost format un Consilui al Unității Naționale pe 31 iulie 1954 și s-a stabilit formarea unui Troici pentru exercitarea funcției de șef al statului. Cei trei oameni politici ai sus-numitului consiliu au fost Tomasz Arciszewski, generalul Władysław Anders și Edward Raczyński. Numai după moartea lui Zaleski, cele două facțiuni s-au împăcat.
Unii dintre sprijinitorii guvernului în exil s-au reîtors în țară, așa cum a făcut primul ministru Hugon Hanke în 1955 și Stanisław Mackiewicz în 1956. Guvernul polonez comunist a militat activ pentru reîntoarcerea în țară a exilaților, promițând repatriaților slujbe decente și demne și amnistierea oricăror încălcări ale legilor comuniste.
În ciuda unor asemenea evoluții, guvernul în exil a continuat să existe. Când dominația comunistă s-a încheiat în Polonia în 1989, mai existau încă un președinte și un cabinet de opt miniștri care aveau ședințe odată la două săptămâni în Londra, bucurându-se de încrederea a mai mult de 150.000 de veterani polonezi și a urmașilor lor care trăiau în Anglia, din care 35.000 numai în Londra.
În decembrie 1990, când Lech Wałęsa a devenit primul președinte postcomunist al Poloniei, el a primit simbolurile Republicii Poloneze – stindardul roșu prezidențial, sigiliile statului și al președintelui, eșarfa prezidențială și textul original al Constituției din 1935 – de la președintele guvernului în exil, Ryszard Kaczorowski, restabilind astfel continuitatea republicii și recunoscând implicit legitimitatea guvernului în exil. În 1992, medaliile militare și alte decorații conferite de guvernul în exil au fost recunoscute oficial de Polonia.

## Guvernul și politicienii

### Președinții
- Władysław Raczkiewicz: 30 septembrie 1939 — 6 iunie 1947
- august Zaleski: 9 iunie 1947 — 7 aprilie 1972
- Stanisław Ostrowski: 9 aprilie 1972 — 24 martie 1979
- Edward Raczyński: 8 aprilie 1979 — 8 aprilie 1986
- Kazimierz Sabbat: 8 aprilie 1986 — 19 iulie 1989
- Ryszard Kaczorowski: 19 iulie 1989 — 22 decembrie 1990

### Prim-miniștrii
- Władysław Sikorski: 30 septembrie 1939 — 4 iulie 1943
- Stanisław Mikołajczyk: 5 iulie 1943 — 29 noiembrie 1944
- Tomasz Arciszewski: 29 noiembrie 1944 — 2 iulie 1947
- Tadeusz Bór-Komorowski: 2 iulie 1947 — 7 aprilie 1949
- Tadeusz Tomaszewski: 7 aprilie 1949 — 25 septembrie 1950
- Roman Odzierzyński: 25 septembrie 1950 — 18 ianuarie 1954
- Jerzy Hryniewski: 18 ianuarie 1954 — 8 iunie 1954
- Stanisław Mackiewicz: 8 iunie 1954 — 8 august 1955
- Hugon Hanke: 8 august 1955 — 11 septembrie 1955
- Antoni Pajak: 11 septembrie 1955 — 25 iunie 1965
- Aleksander Zawisza: 25 iunie 1965 — 16 iulie 1970
- Zygmunt Muchniewski: 16 iulie 1970 — august 1972
- Alfred Urbanski: august 1972 — 1976
- Kazimierz Sabbat: 1976 — 7 aprilie 1986
- Edward Szczepanik: 7 aprilie 1986 — 22 decembrie 1990